# 7538 Zenbei
A 7538 Zenbei (ideiglenes jelöléssel 1996 VE6) a Naprendszer kisbolygóövében található aszteroida. Kobajasi Takao fedezte fel 1996. november 15-én.